# Daigo Higa
Daigo Higa (jap. 比嘉 大吾, Higa Daigo; * 9. August 1995 in Urasoe, Okinawa, Japan) ist ein japanischer Boxer im Fliegengewicht und aktueller WBC-Weltmeister in dieser Gewichtsklasse. Er konnte seine bisherigen Kämpfe alle vorzeitig gewinnen und hat somit eine 100%ige K.-o.-Quote.

## Profikarriere
Am 17. Juni des Jahres 2014 gab Higa gegen den Thailänder Kongphichit Tosandet mit einem klassischen K. o. in Runde 1 erfolgreich sein Debüt bei den Profis. Er bestritt noch zwei weitere Kämpfe im selben Jahr, die er beide durch T.K.o. für sich entschied.
Im Juni 2015 erkämpfte er sich den vakanten Jugendweltmeistergürtel des WBC, als er den bis dahin noch ungeschlagenen Thailänder Jakkrawut Majoogoen (14-0-0-) schwer k. o. schlug. Diesen Titel verteidigte er im November desselben Jahres gegen Renren Tesorio und im März des darauffolgenden Jahres gegen Romel Oliveros jeweils durch Knockout.
Gegen Ardin Diale trat Higa am 2. Juli 2015 um den Titel des Verbandes Oriental and Pacific Boxing Federation (OPBF) an und siegte durch K. o. in der 4. Runde. Seine erste und einzige Titelverteidigung dieses Gürtels im November desselben Jahres gegen Felipe Cagubcob junior brachte dasselbe Ergebnis.
Am 20. Mai im Jahr 2017 traf Higa in einem Weltmeisterschaftskampf des WBC auf den mexikanischen Titelträger Juan Hernandez Navarrete. Higa bezwang den Mexikaner in der 6. Runde durch technischen K. o. und entthronte ihn somit.